# 修铜宜奉联合县
修铜宜奉联合县，中国旧县名。
湘鄂赣苏区设。1933年由江西省修水县、铜鼓县、宜丰县、奉新县四县析置。以四县首字为名。1936年撤销，仍归各县。 